# Golianovo
Golianovo (Hongaars: Lapásgyarmat) is een Slowaakse gemeente in de regio Nitra, en maakt deel uit van het district Nitra.
Golianovo telt 1.338 inwoners.